# س. جاي غودل
س. جاي غودل (بالإنجليزية: C. J. Goodell) هو قاضي ومحامي أمريكي، ولد في 18 فبراير 1885 في سان فرانسيسكو في الولايات المتحدة، وتوفي في 17 سبتمبر 1967 في سان رافاييل في الولايات المتحدة.